# Soneixa
Soneixa (en castellà i oficialment, Soneja) és un municipi del País Valencià a la comarca de l'Alt Palància.

## Geografia
El terme municipal de Soneja està travessat pel riu Palància. La major part del terme està situada en la vall del riu que comença a eixamplar-se. Per això a pesar de trobar-se en els contraforts de la Serra d'Espadà no hi ha elevacions muntanyenques de rellevància. El nucli urbà es troba molt prop del curs fluvial, a una altitud de 263 metres.

### Accessos
La manera més senzilla d'arribar a Soneja és a través de l'autovia A-23, de Sagunt a Somport. El poble es troba a 50 km de València, 57 km de Castelló de la Plana, 23 km de Sagunt i 95 km de Terol.
També té accés ferroviari a través de la línia de rodalia C-5 (Vegeu: Estació de Soneixa), que enllaça València i Caudiel, i mitjançant autobús des de Castelló i València.

### Localitats limítrofes
Fita amb els municipis d'Alfondeguilla, Almedíxer, Assuévar, Castellnou, Xóvar, Sogorb, Sot de Ferrer, Algar de Palància i Sagunt.

## Història
L'emplaçament de població en terres soneixines s'ha datat des de molt antic. L'entorn de La Dehesa ha revelat assentaments humans de l'Epipaleolític, i els historiadors consideren que, ubicada al camí natural entre Sagunt i l'antiga Segobriga, totes dues aliades, es va haver d'establir un emplaçament romà, com ho demostra un castrum descobert en la Muntanya Gómez, limítrof entre els termes municipals de Soneixa i Sot de Ferrer. D'altra banda, s'han trobat restes de finals dels temps ibèrics i de la plena romanització en diversos punts del territori, encara que hi ha raons per a pensar que l'emplaçament on actualment es troba el nucli urbà de Soneixa no es podria considerar com a tal, com a població, fins al segle x o xi.
Després de la conquesta del Regne de València per Jaume I, es permeté als seus pobladors musulmans continuar vivint i conservar les seues creences i tradicions, a canvi de pagar imposts als nous senyors cristians. És per això que des de llavors s'anomenaren "mudèjars". Es conserva, probablement dels segles immediatament posteriors, un aqüeducte medieval que encara hui complix la seua funció. L'any 1260 el rei la va cedir, junt amb Assuévar, Mosquera i Pollinos, a Simó Pérez d'Arenós, a la família del qual va ser confirmada l'any 1330 per Alfons IV (1299-1336), i a la qual va pertànyer fins que es va unir per matrimoni als Folch de Cardona a mitjan segle xv.
A partir especialment de la guerra de les Germanies, els mudèjars del Regne de València van ser obligats a convertir-se al cristianisme, anomenats a partir de llavors moriscs. En 1534 es van crear noves parròquies en llocs habitats per moriscs, com ara les de Soneixa, Assuévar i Xóvar, encara que va continuar unida a l'església parroquial d'Almedíxer i el seu curat.
El 8 de febrer de 1563 va tindre lloc el desarmament dels moriscs valencians, amb la confiscació a Soneixa de 27 espases, 5 punyals, 2 ballestes, 1 rodela, 3 broquers, 3 cervellera i 1 daga. L'any 1599 la parròquia de Soneixa, Assuévar i Xóvar es va convertir en curat, deslligant-se de l'església parroquial d'Almedíxer, i s'aprovà la fundació d'una església parroquial en el lloc de Soneixa, a fi de forçar la conversió real dels seus moriscs.
Després de l'expulsió dels moriscs del Regne de València, decretada 22 de setembre de 1609, Soneixa va quedar despoblada, ja que la totalitat dels habitants eren moriscs. El lloc va ser novament poblat per 39 famílies quan José Folch de Cardona els va atorgar —junt amb les 6 famílies arribades a Assuévar— la carta de poblament el 27 de novembre de 1609.
Encara que tenia una església anterior (construïda en 1633), el 5 d'octubre de 1751 es va iniciar la construcció de l'actuals església de Sant Miquel Arcàngel, que fon acabada l'any 1768.
Durant la primera guerra carlina va patir diverses incursions de les forces carlistes, com ara el saqueig i incendi causat en 1836 per Josep Miralles Marín el Serrador, en el que es coneix com a batalla de Soneixa. Per eixe i altres motius, la vila es va fortificar amb tres recintes emmurallats entre els anys 1839 i 1840.
Trenta anys més tard, entre 1861 i 1869, es dugueren a terme les tasques de delimitació i amollonament per a la completa separació dels termes municipals de Soneixa i Assuévar.
Ja en el segle xx, Soneixa va patir novament els rigors de la guerra civil i de la postguerra, ja que en els seus voltants va existir un camp de concentració que va albergar presoners republicans una vegada va acabar la guerra (entre altres, hi havia el que seria posteriorment destacat dramaturg, Antonio Buero Vallejo).

### Topònim
Pel que fa a la seua toponímia, tradicionalment s'ha pensat que el seu nom podria derivar del nom Sonexa, atés que —segons dades facilitades per qui fon procurador del Comte de Cervelló— "en el sitio que hoy ocupa el Palacio había una Alquería con su correspondiente torre, habitada por un moro llamado Sonexa; alfaquí de un grupo de moros establecidos en lo que hoy es la calle de la Hombría". No obstant això, la toponímia actual proposa la tribu berber dels sanhaja (Sanhâga, Sinhaja, Sinhaya) com a la hipotètica fundadora de l'aljama de Soneixa, que degué sorgir al voltant del segle xi a la part alta del tossal on actualment hi ha la plaça de l'església.

## Demografia
| 1900  | 1910  | 1920  | 1930  | 1940  | 1950  | 1960  | 1970  | 1981  | 1991  | 2000  | 2005  | 2007  | 2011  |
| ----- | ----- | ----- | ----- | ----- | ----- | ----- | ----- | ----- | ----- | ----- | ----- | ----- | ----- |
| 1.814 | 1.804 | 1.713 | 1.855 | 1.656 | 1.720 | 1.801 | 1.607 | 1.525 | 1.435 | 1.379 | 1.365 | 1.429 | 1.533 |

## Economia
La seua economia es repartix quasi a parts iguals entre l'agricultura, la indústria i el sector servicis, encara que en l'actualitat guanya terreny el sector industrial.

## Política i govern

### Composició de la Corporació Municipal
El Ple de l'Ajuntament està format per 9 regidors. En les eleccions municipals de 26 de maig de 2019 foren elegits 7 regidors del Partit Socialista del País Valencià (PSPV-PSOE) i 2 del Partit Popular (PP).
| Eleccions municipals de 26 de maig de 2019 - Soneixa                                                                          |                                          |                                     |                                     |        |          |          |
| Candidatura | Candidatura                              | Candidatura                         | Cap de llista                       | Vots   | Vots     | Regidors |
| | Partit Socialista del País Valencià-PSOE |                                     | Benjamín Escriche Rivas             | 655    | 74,01%   | 7 (+1)   |
| | Partit Popular                           |                                     | Ricardo Navarre Bon                 | 216    | 24,41%   | 2 (-1)   |
| | Vots en blanc                            |                                     |                                     | 14     | 1,58%    |          |
| Total vots vàlids i regidors                                                                                                  | Total vots vàlids i regidors             | Total vots vàlids i regidors        | Total vots vàlids i regidors        | 885    | 100 %    | 9        |
| | Vots nuls                                | Vots nuls                           | Vots nuls                           | 27     | 2,96%    |          |
| Participació (vots vàlids més nuls)                                                                                           | Participació (vots vàlids més nuls)      | Participació (vots vàlids més nuls) | Participació (vots vàlids més nuls) | 912    | 78,28%** |          |
| Abstenció | Abstenció                                | Abstenció                           | Abstenció                           | 253*   | 21,72%** |          |
| Total cens electoral | Total cens electoral                     | Total cens electoral                | Total cens electoral                | 1.165* | 100 %**  |          |
| Alcalde: Benjamín Escriche Rivas (PSPV-PSOE) (15/06/2019) Per majoria absoluta dels vots dels regidors (7 vots de PSPV-PSOE)  |                                          |                                     |                                     |        |          |          |
| Fonts: JEC, JEZ Sogorb, M. Interior, Periòdic Ara. (* No són vots sinó electors. ** Percentatge respecte del cens electoral.) |                                          |                                     |                                     |        |          |          |

### Alcaldes
Des de 2007 l'alcalde de Soneixa és Benjamín Escriche Rivas del Partit Socialista del País Valencià (PSPV-PSOE).
| Període                       | Alcalde o alcaldessa    | Partit polític | Data de possessió | Observacions |
| ----------------------------- | ----------------------- | -------------- | ----------------- | ------------ |
| 1979–1983                     | Ilidio Zorita Ballester | PSPV-PSOE      | 19/04/1979        | --           |
| 1983–1987                     | Gerardo Soriano Piquer  | PSPV-PSOE      | 28/05/1983        | --           |
| 1987–1991                     | Emilio Ginés Rivas      | PSPV-PSOE      | 30/06/1987        | --           |
| 1991–1995                     | Emilio Ginés Rivas      | PSPV-PSOE      | 15/06/1991        | --           |
| 1995–1999                     | Emilio Ginés Rivas      | PSPV-PSOE      | 17/06/1995        | --           |
| 1999–2003                     | Emilio Ginés Rivas      | PSPV-PSOE      | 03/07/1999        | --           |
| 2003–2007                     | Emilio Ginés Rivas      | PSPV-PSOE      | 14/06/2003        | --           |
| 2007–2011                     | Benjamín Escriche Rivas | PSPV-PSOE      | 16/06/2007        | --           |
| 2011–2015                     | Benjamín Escriche Rivas | PSPV-PSOE      | 11/06/2011        | --           |
| 2015–2019                     | Benjamín Escriche Rivas | PSPV-PSOE      | 13/06/2015        | --           |
| 2019-2023                     | Benjamín Escriche Rivas | PSPV-PSOE      | 15/06/2019        | --           |
| Des de 2023                   | n/d                     | n/d            | 17/06/2023        | --           |
| Fonts: Generalitat Valenciana |                         |                |                   |              |

## Monuments

### Monuments religiosos

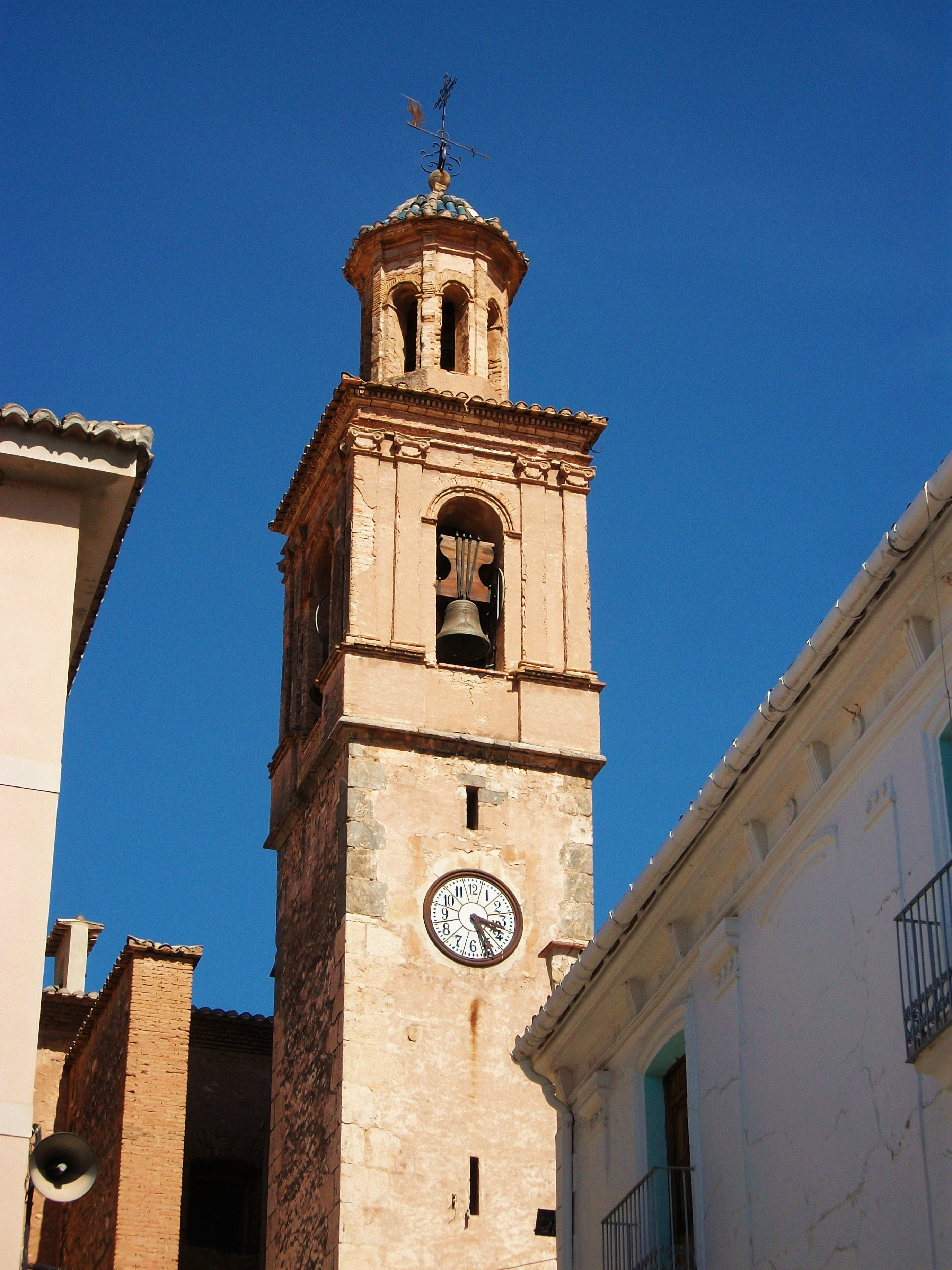
Campanar de l'església de Sant Miquel

- Església de Sant Miquel Arcàngel. Del segle xviii.

Acabada en 1766, encara que construïda entre 1751 i 1768, és d'estil neoclàssic, amb cor alt i capella de la comunió independent. A la dreta del creuer hi ha una marededeu dels Dolors d'Esteve Bonet i dues imatges representant a Santa Rosa i la Mare de Déu del Rosari. El campanar és de base quadrada i d'escassa altura, i remata la terrassa amb un templet. Com tantes altres esglésies, potser està construïda sobre els fonaments de la mesquita. Allotja una de les dues campanes més antigues del País Valencià (l'altra es troba a Torrent, datada en 1250). L'edifici fon u dels primers projectes d'Antoni Gilabert, en col·laboració amb Felip Rubio.
- Ermita de Sant Francesc Xavier. Edifici d'interés arquitectònic. Beneïda l'any 1692, esta ermita va complir funcions d'escola des de 1777 i fins als anys 60 del segle xx. La seua campana data de 1691.

- Ermita del Crist de la Providència o del Calvari. Està situada a la part alta del Parc Municipal, a l'antic Calvari. Es va conéixer com "el Castell" en el passat, perquè va exercir de baluard defensiu durant la primera guerra carlista.[17]

### Monuments civils
- Ajuntament. Del segle xix.
- Palau dels Ducs de Montellano
- Aqüeducte "El Arco". Interessant mostra de l'arquitectura hidràulica de l'època musulmana que encara hui conduïx les aigües de la séquia mare, presa del riu Palància per al reg de l'horta.
- Cisterna. Aljub subterrani de finals del segle xvii o, amb major probabilitat, del segle xviii, que es nodria de les aigües de la séquia mare. El seu ús es va reduir considerablement després de l'arribada de l'aigua potable des de la deu del Minguet (Sogorb), l'any 1891, i que va proveir primerament la font de Sant Joan.[18] El seu ús com a magatzem d'aigua es va extingir a mitjan segle xx, quan l'aigua potable va arribar ja a l'interior dels habitatges.
- Restes de la muralla. Es va construir entre 1839 i 1840, amb motiu de les incursions carlines a la localitat. Conserva encara part de les seues espilleres defensives.[19]

## Llocs d'interés

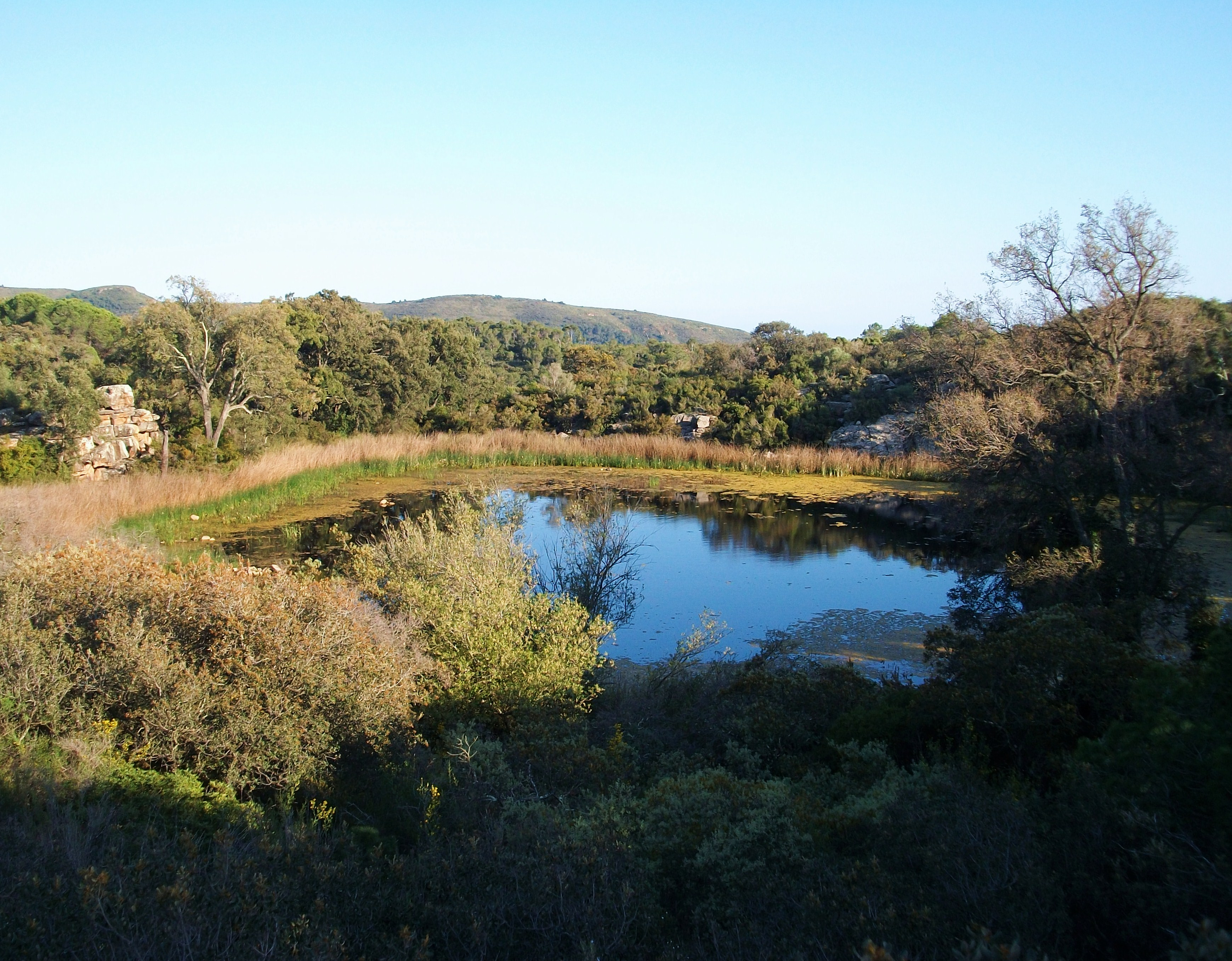
Llacuna de la Dehesa.

- La Dehesa. Paratge Natural Municipal. Per la seua importància mediambiental va ser declarat paratge natural municipal el 2002 per la Generalitat Valenciana, si bé la declaració va ser anul·lada l'any 2008 i es va tornar a declarar eixe mateix any. El paratge compta amb un Centre d'Interpretació situat al km 1 de la carretera CV-230, Soneixa-Borriana.

- Museu del Guix. Es va inaugurar el 12 d'abril de 2008 i està situat al número 11 de la cèntrica plaça del Mesón, davall dels fonaments de l'església de Sant Miquel Arcàngel.

- Àrea recreativa "Las Fuentes". Zona arbrada i amb taules i paellers, situada a l'eixida del nucli urbà, al costat de la ribera del riu Palància. Al costat hi ha l'aqüeducte "El Arco".

- Àrea recreativa "El Rodeno". Xicoteta zona de descans, poblada de pins, al paratge natural municipal "La Dehesa".

- Via verda d'Ojos Negros.

- Llavador Noyanta. Originari de mitjans del segle xix. El seu nom es deu al fet que no era necessari endur-se el yantar quan s'anava a fer la bugada, ja que estava pròxim al poble.

- Llavador de la Mirla. Safareig datat de l'any 1952, que va substituir un d'anterior (de 1923) que estava sobre la séquia que transitava l'antiga plaça del Pou i actual plaça de la Mirla.

## Gastronomia
La gastronomia de Soneja és molt similar a la de la resta de la comarca de l'Alt Palància a on està enclavada, i és un dels aspectes més destacables del seu patrimoni cultural. És de transició entre la valenciana i aragonesa, es basa en la tradició mediterrània de les terres d'interior. És una cuina senzilla, basada en la qualitat de les matèries primeres, amb les quals s'elaboren embotits, un excel·lent oli d'oliva, o fruites i hortalisses de l'horta. Entre els plats de la cuina soneixera cal destacar l'olla, en les seues tres variants (de dejuni, amb cap de porc i de col), i l'arròs al forn.
La seua rebosteria està representada pels "coquitos", els "cocotes" (empanades de tomaca), les coques de tomaca, la coca de "mollas", les "orilletas", els pastissos de Nadal (moniato i cabell d'àngel), els "rosigones", els mantecados, les torrades d'ametla, els rotllos d'anís o vi, les coques de poma i les "margaritas" (magdalenes).

## Festes i celebracions
- Festes patronals. Se celebren l'últim cap de setmana de setembre, en honor del Crist de la Sang i Sant Miquel Arcàngel. En elles destaquen, a més dels actes litúrgics, una més que centenària Cavalcada, el ball de mantons de Manila, la presentació de la Reina de les Festes, l'homenatge a la Tercera Edat, el Gran Fons (cursa a peu amb un recorregut semiurbà de 15 km), així com nombroses activitats lúdiques i festives.
- Festa de Sant Antoni. Del 17 al 20 de gener. El dia 17 de gener se celebra la festa, encara que les festes es realitzen durant el cap de setmana més pròxim. Inclouen la benedicció d'animals davall de la imatge de sant en el carrer Llarg, actes taurins i un sopar de rostit de sardines a la foguera.
- Festa de Sant Maties. L'1 de febrer. Se celebra l'últim cap de setmana de febrer per a commemorar el trasllat del Santíssim Sagrament al nou temple parroquial (ocorregut l'any 1766) i la seua consagració (en 1966). La vigília se celebren vaquetes, bou embolat i revetla.
- Setmana taurina. Té lloc entre l'últim cap de setmana de juliol i la primera setmana d'agost. Se celebra el festival musical Rock & Bulls, vaquetes, bous embolats, discomòbils i revetles.
- Jornades Culturals. Tenen lloc en la segona quinzena de juliol. S'organitzen nombroses activitats de caràcter cultural, com ara música, teatre, exposicions, conferències, etc.

## Soneixins destacats
- Adolfo Gil y Morte: catedràtic de Fisiologia, investigador dels processos tuberculosos i diputat republicà.